# Bisbat de Massa Carrara-Pontremoli
El bisbat de Massa Carrara-Pontremoli (italià: diocesi di Massa Carrara-Pontremoli; llatí: Dioecesis Massensis-Apuana) és una seu de l'Església catòlica, sufragània de l'arquebisbat de Pisa, que pertany a la regió eclesiàstica Toscana. El 2013 tenia 200.390 batejats d'un total de 205.770 habitants. Actualment està regida pel bisbe Giovanni Santucci.

## Territori

Mapa de la catedral

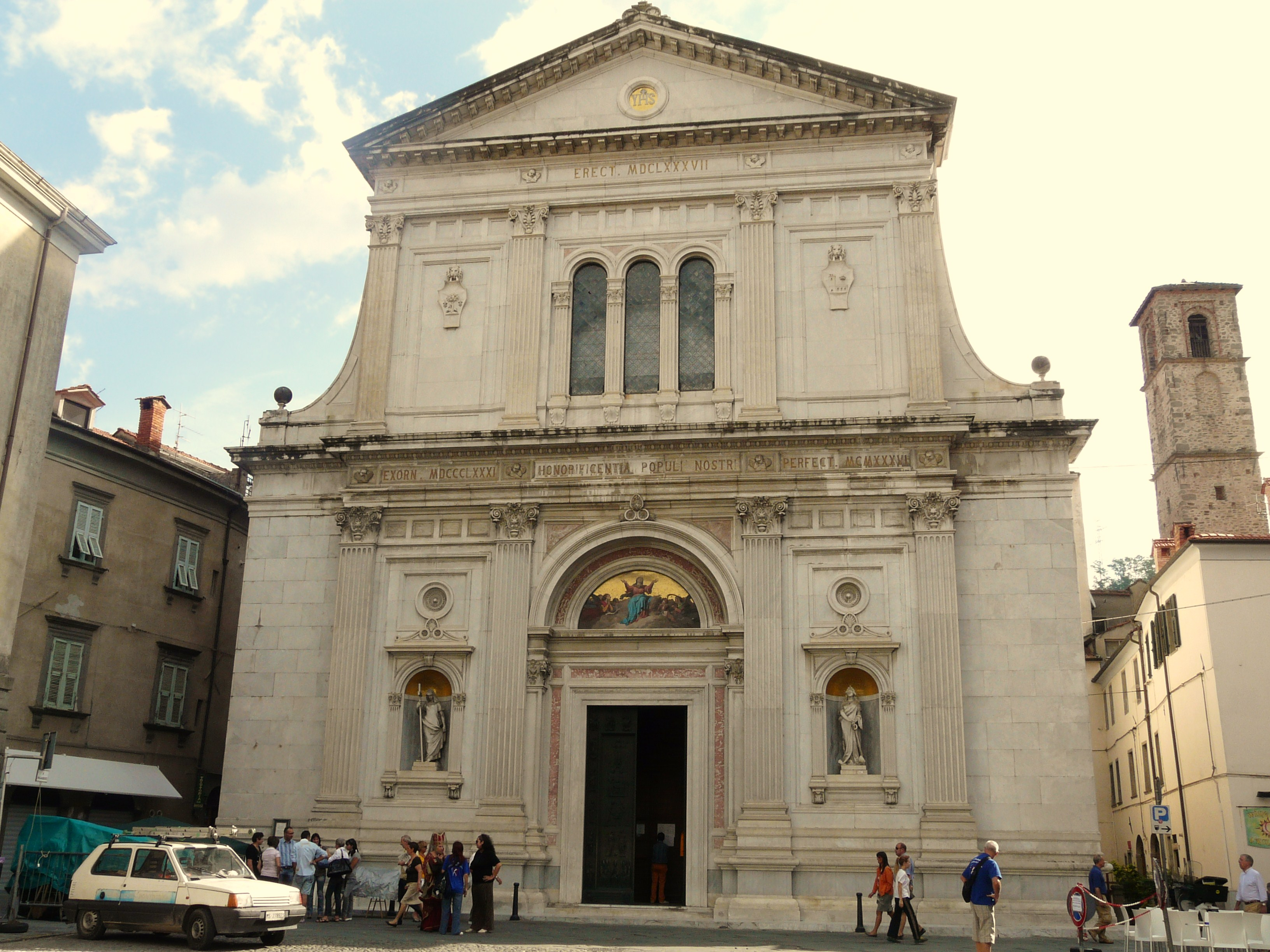
La cocatedral de Santa Maria del Popolo a Pontremoli.

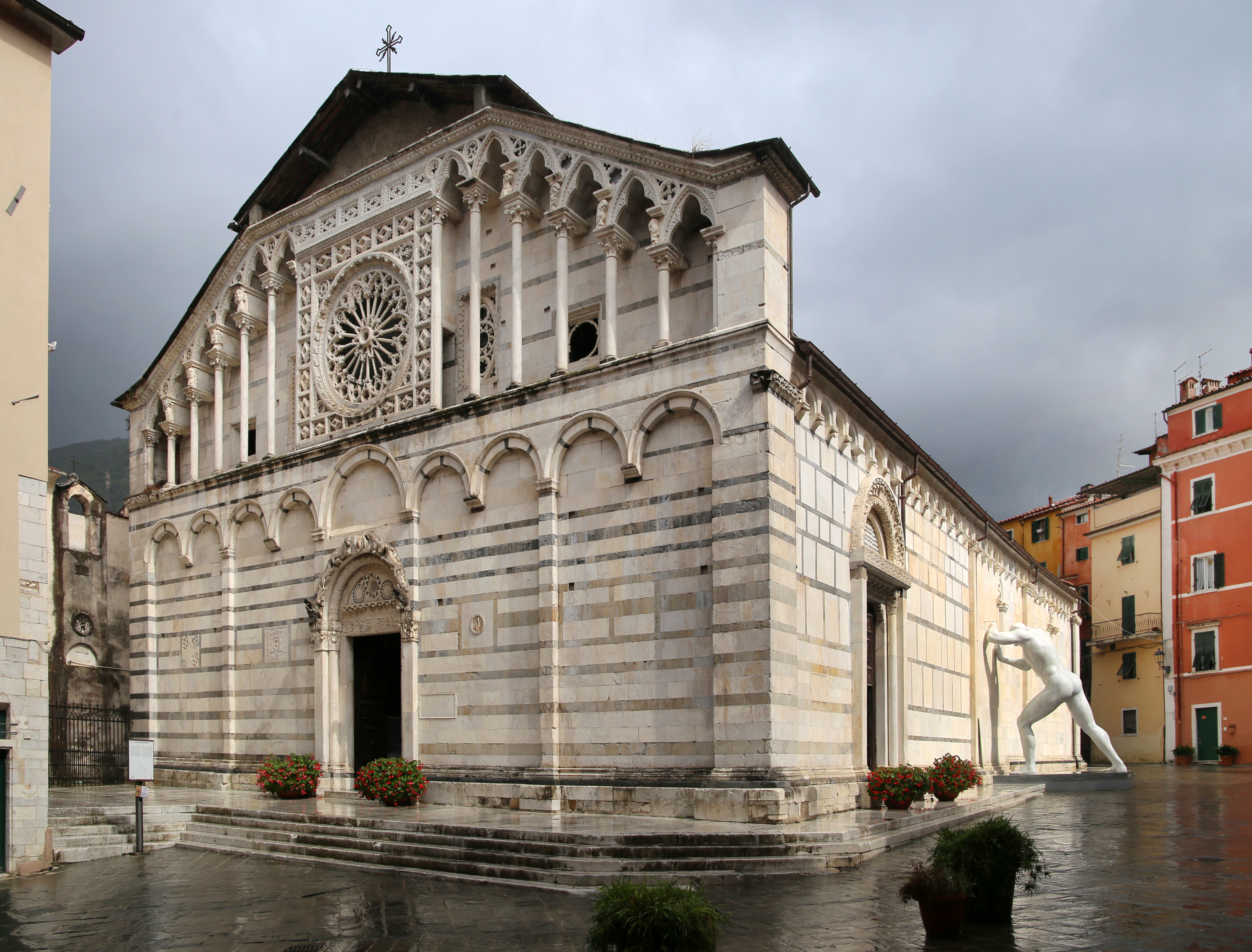
La col·legiata de Sant'Andrea a Carrara.

El territori de la diòcesi correspon al de la província de Massa-Carrara.
La seu episcopal és la ciutat de Massa, on es troba la basílica catedral de Santi Pietro e Francesco. A Pontremoli es troba la cocatedral de Santa Maria del Popolo. A Carrara es troba la insigne col·legiata abadia mitrada de Sant'Andrea.
El territori s'estén sobre 1.174 km², i està dividit en 244 parròquies.

## Història
La diòcesi de Pontremoli (dioecesis Apuana) va ser erigida el 4 de juliol de 1797 amb la butlla In suprema del Papa Pius VI, amb territori desmembrat de la diòcesi de Luni-Sarzana i Brugnato. Originalment era sufragània de l'arxidiòcesi de Pisa.
La diòcesi de Massa es va erigir el 18 de febrer de 1822 amb la butlla Singularis Romanorum del Papa Pius VII, amb territori desmembrat de la diòcesi de Luni-Sarzana i de l'arxidiòcesi de Lucca. Originalment era també sufragània de l'arxidiòcesi de Pisa .
En 1854 la diòcesi de Massa va ser ampliada amb la incorporació de set parròquies que havien pertangut a la diòcesi de Luni-Sarzana i de dues més que havien pertangut a la diòcesi de Brugnato.
El 1855 la diòcesi de Pontremoli va ser ampliada amb la incorporació de tres parròquies que havien pertangut a la diòcesi de Luni-Sarzana i de dues més que havien pertangut a la diòcesi de Brugnato.
El 22 d'agost del mateix 1855 la diòcesi de Massa va esdevenir part de la província eclesiàstica de l'arxidiòcesi de Mòdena. El 23 d'abril de 1926, però, va tornar a ser sufragània de l'arxidiòcesi de Pisa sota la butlla Inter coetera del Papa Pius XI. El 20 de juliol de 1939 va prendre el nom de la diòcesi d'Apuania, que va mantenir fins al 30 de setembre de 1986, quan va tornar al nom de la diòcesi de Massa.
El 23 de febrer de 1988 s'establí la plena unione de les dues diòcesis; la nova circumscripció eclesiàstica va prendre el seu nom actual, i va tenir com el seu primer bisbe Bruno Tommasi, bisbe de Pontremoli.
El 5 de setembre de 1992, la diòcesi va prendre la seva fisonomia actual amb la cessió territorial a l'arxidiòcesi de Lucca del vicariat de Garfagnana, format per 106 parròquies.

## Cronologia episcopal

### Bisbes de Massa Carrara
- Francesco Maria Zoppi † (17 de novembre de 1823 - 1 d'octubre 1832 renuncià)
- Francesco Strani † (23 de juny de 1834 - 16 de desembre de 1855 mort)
- Giacomo Bernardi † (16 de juny de 1856 - 23 de desembre de 1871 mort)
- Giovanni Battista Alessio Tommasi † (6 de maig de 1872 - 7 d'agost de 1887 mort)
- Amilcare Tonietti † (25 de novembre de 1887 - 12 de juny de 1893 nomenat bisbe de Montalcino)
- Emilio Maria Miniati † (18 de maig de 1894 - 29 d'abril de 1909 renuncià)
- Giovanni Battista Marenco, S.D.B. † (29 d'abril de 1909 - 7 de gener de 1917 nomenat arquebisbe titular d'Edessa di Osroene)
- Giuseppe Bertazzoni † (30 de juny de 1917 - 2 de juliol de 1933 mort)
- Cristoforo Arduino Terzi, O.F.M. † (11 de maig de 1934 - 10 de juliol de 1945 renuncià)
- Carlo Boiardi † (30 d'octubre 1945 - 24 de febrer de 1970 mort)
- Aldo Forzoni † (23 d'abril de 1970 - 23 de febrer de 1988 jubilat)

### Bisbes de Pontremoli
- Girolamo Pavesi † (24 de juliol de 1797 - 25 de juliol de 1820 mort)
- Adeodato Venturini, O.S.B. † (13 d'agost de 1821 - 1 de setembre de 1837 mort)
- Michelangelo Orlandi † (23 de desembre de 1839 - 9 de novembre de 1874 mort)
- Serafino Milani, O.F.M. † (21 de desembre de 1874 - 11 de febrer de 1889 jubilat)
- David Camilli † (11 de febrer de 1889 - 16 de gener de 1893 nomenat bisbe de Fiesole)
- Alfonso Maria Mistrangelo, Sch.P. † (16 de gener de 1893 - 19 de juny de 1899 nomenat arquebisbe de Florència)
- Angelo Antonio Fiorini, O.F.M.Cap. † (15 de setembre de 1899 - 5 de maig de 1929 mort)
- Giovanni Sismondo † (6 de febrer de 1930 - 30 de setembre de 1954 nomenat bisbe titular de Cesarea di Bitinia)
- Giuseppe Fenocchio † (11 de desembre de 1954 - 10 de juny de 1983 jubilat)
- Bruno Tommasi (10 de juny de 1983 - 23 de febrer de 1988 nomenat bisbe de Massa Carrara-Pontremoli)

### Bisbes de Massa Carrara-Pontremoli
- Bruno Tommasi (23 de febrer de 1988 - 20 de març de 1991 nomenat arquebisbe de Lucca)
- Eugenio Binini (20 de juliol de 1991 - 19 de maig de 2010 jubilat)
- Giovanni Santucci, des del 19 de maig de 2010

## Persones relacionades amb la diòcesi
- Giuseppe Bertini – Medalla d'or al valor civil

## Estadístiques
A finals del 2013, la diòcesi tenia 200.390 batejats sobre una població de 205.770 persones, equivalent al 97,4% del total.
| any                                 | població | població | població | sacerdots | sacerdots | sacerdots | sacerdots | diaques | religiosos | religiosos | parroquies |
| ----------------------------------- | -------- | -------- | -------- | --------- | --------- | --------- | --------- | ------- | ---------- | ---------- | ---------- |
| diòcesi d'Apuania (Massa Carrara)   |          |          |          |           |           |           |           |         |            |            |            |
| 1949                                | 198.000  | 200.000  | 99,0     | 269       | 234       | 35        | 736       |         | ?          | ?          | 216        |
| 1959                                | 196.070  | 196.500  | 99,8     | 251       | 215       | 36        | 781       |         | 49         | 387        | 212        |
| 1970                                | 203.290  | 203.454  | 99,9     | 229       | 192       | 37        | 887       |         | 46         | 354        | 218        |
| 1980                                | 204.495  | 205.505  | 99,5     | 214       | 178       | 36        | 955       |         | 46         | 303        | 222        |
| diòcesi de Pontremoli               |          |          |          |           |           |           |           |         |            |            |            |
| 1950                                | 70.000   | 70.000   | 100,0    | 178       | 156       | 22        | 393       |         | 28         | 113        | 132        |
| 1970                                | 39.970   | 40.000   | 99,9     | 138       | 123       | 15        | 289       |         | 17         | 109        | 132        |
| 1980                                | 37.540   | 37.560   | 99,9     | 123       | 109       | 14        | 305       |         | 16         | 66         | 132        |
| diòcesi de Massa Carrara-Pontremoli |          |          |          |           |           |           |           |         |            |            |            |
| 1990                                | 237.073  | 238.560  | 99,4     | 272       | 232       | 40        | 871       |         | 62         | 339        | 352        |
| 1999                                | 199.691  | 200.971  | 99,4     | 206       | 157       | 49        | 969       | 14      | 52         | 270        | 246        |
| 2000                                | 198.000  | 199.354  | 99,3     | 180       | 147       | 33        | 1.100     | 14      | 38         | 268        | 246        |
| 2001                                | 197.775  | 199.375  | 99,2     | 182       | 154       | 28        | 1.086     | 18      | 38         | 252        | 246        |
| 2002                                | 200.710  | 201.800  | 99,5     | 187       | 160       | 27        | 1.073     | 18      | 36         | 286        | 246        |
| 2003                                | 198.000  | 200.000  | 99,0     | 174       | 143       | 31        | 1.137     | 18      | 35         | 234        | 246        |
| 2004                                | 197.000  | 199.000  | 99,0     | 172       | 138       | 34        | 1.145     | 18      | 40         | 231        | 244        |
| 2013                                | 200.390  | 205.770  | 97,4     | 144       | 120       | 24        | 1.391     | 26      | 30         | 190        | 244        |